# Léléguéré
Léléguéré est une localité située dans le département de Gourcy de la province du Zondoma dans la région Nord au Burkina Faso.

## Géographie
Léléguéré se trouve à environ 7 km au nord-ouest du centre de Gourcy, le chef-lieu départemental, à 3 km au nord-est de Kontigué et à 4 km à l'ouest de la route nationale 2.

## Santé et éducation
Le centre de soins le plus proche de Léléguéré est le centre de santé et de promotion sociale (CSPS) de Kontigué tandis que le centre médical (CM) de la province se trouve à Gourcy.
Léléguéré possède une école primaire tandis que le collège le plus proche se trouve à Kanda-Kanda (à 7 km).